# Phyllonorycter incurvata
Phyllonorycter incurvata là một loài bướm đêm thuộc họ Gracillariidae. Loài này có ở Ấn Độ (Karnataka).
Ấu trùng ăn Strobilanthes species, bao gồm Strobilanthes callosus. Chúng có thể ăn lá nơi chúng làm tổ.